# Серхед
Серхед или Сархед е обширно плато, южна съставна част на Източноиранските планини, разположени във вътрешните райони на Иранската планинска земя, в Югоизточен Иран. Простира се от северозапад на югоизток на около 400 km. На север в района на град Захедан се свързва с планината Кайен (съставна част на Източноиранските планини), на запад чрез хребета Шахсеваран – с хребета Кухруд (съставна част на Средноиранските планини), на изток – с Мекранските планини, а на юг – с Белуджистанските планини. На югозапад, северозапад и североизток склоновете му се спускат стръмно съответно към безотточните пустинни падини Деще Лут, Джазмуриан и Машкьол. Платото е обградено от всички страни с хребети високи 2500 – 3000 m, а разделящите ги обширни падини са на височина около 1500 m. Основните хребети са: Безман (3489 m) на запад, Пиршуран (2712 m) на север, угасналия вулкан Тефтан (4042 m) и Гемшедзай (2620 m) на изток, Бирг (2750 m) на юг. Най-високите части на масива Тефтан голяма част от годината са покрити със сняг. Склоновете на платото са заети с планински пустини и полупустини, обрасли с характерните бодливи храсталаци. Над 2000 m са развити планински степи. По полегатите склонове и долините се развива екстензивно земеделие.